# فینال جام باشگاه‌های آسیا ۰۱–۲۰۰۰
فینال جام باشگاه‌های آسیا ۰۱–۲۰۰۰ مسابقه فینال بیستمین دوره جام باشگاه‌های آسیا بود که در ۲۶ مه ۲۰۰۱ برگزار شد. در این دیدار سوون سامسونگ با برتری برابر جوبیلو ایواتا به مقام قهرمانی دست یافت.

## مسابقه
| سوون سامسونگ                  | ١–۰ | جوبیلو ایواتا |
| ----------------------------- | --- | ------------- |
| ساندرو کاردوسو دوس سانتوس ۱۵' |     |               |